# Classe Torpedeira Nº 1
A Classe Torpedeira Nº 1 foi uma classe de navios do tipo barco torpedeiro construída para a Armada Imperial Brasileira, sendo incorporados em 1882.

## História
As torpedeiras foram construídas no estaleiro o Estaleiro de Poplar, na Inglaterra. A classe era constituída pelos seguintes navios:
- Torpedeira Nº 1[2][1]
- Torpedeira Nº 2[3]
- Torpedeira Nº 3[4]
- Torpedeira Nº 4[5]
- Torpedeira Nº 5[6]

Em 19 de agosto de 1884 toda classe foi incluída na Esquadra de Evoluções uma divisão naval composta dos melhores navios da armada na época. Tinha como objetivo desenvolver novas táticas navais.